# Alstroemeria xavantinensis
Alstroemeria xavantinensis är en alströmeriaväxtart som beskrevs av Pierfelice Ravenna. Alstroemeria xavantinensis ingår i släktet alströmerior, och familjen alströmeriaväxter. Inga underarter finns listade i Catalogue of Life.